# Senatori della XXIV legislatura del Regno d'Italia
Elenco dei senatori della XXIV legislatura del Regno d'Italia nominati dal re Vittorio Emanuele III divisi per anno di nomina.
1913
- Alberto Agnetti
- Eugenio Bergamasco
- Riccardo Bollati
- Girolamo Brandolin
- Luigi Cadorna
- Gaetano Calvi
- Giovanni Pietro Capotorto
- Giuseppe Caravita di Sirignano
- Gennaro Carissimo
- Giovanni Cassis
- Carlo Cataldi
- Bruno Chimirri
- Vittorio Cipelli
- Enrico Cocchia
- Giuseppe Cornalba
- Giuseppe De Lorenzo
- Giuseppe Della Noce
- Luigi Della Torre
- Pietro Di Vico
- Adriano Diena
- Luigi Dorigo
- Carlo Esterle
- Carlo Ferraris
- Maggiorino Ferraris
- Carlo Forlanini
- Giovanni Francica Nava
- Alfredo Frassati
- Giovanni Gallina
- Girolamo Gatti
- Cesare Gioppi
- Domenico Giordani
- Girolamo Giusso
- Carlo Antonio Gorio
- Emanuele Greppi
- Guglielmo Imperiali
- Pietro Lanza di Trabia
- Ettore Marchiafava
- Filippo Masci
- Alessandro Mattioli Pasqualini
- Enrico Millo
- Eugenio Niccolini
- Salvatore Pagliano
- Emilio Perrone
- Bellom Pescarolo
- Gabriele Pincherle
- Enrico Pini
- Luigi Podestà
- Marco Pozzo
- Francesco Lorenzo Pullè
- Eugenio Rebaudengo
- Domenico Ridola
- Carlo Rizzetti
- Attilio Rota
- Pier Luigi San Donnino
- Carlo Sanseverino
- Enrico Scalini
- Umberto Serristori
- Enrico Soulier
- Giuseppe Taglietti
- Edoardo Talamo
- Romolo Tittoni
- Enrico Tivaroni
- Giuseppe Triani
- Eugenio Valli
- Leone Viale
- Giovanni Villa
- Uberto Visconti di Modrone
- Luigi Zuccari

1914
- Luigi Albertini
- Marcello Amero d'Aste
- Lelio Bonin Longare
- Roberto Brusati
- Alessandro Casalini
- Alessandro Chiappelli
- Pasquale Clemente
- Fedele De Novellis
- Giulio De Petra
- Luciano Del Gallo di Roccagiovine
- Alessandro Di Rovasenda
- Carlo Fabri
- Cesare Ferrero di Cambiano
- Lazzaro Frizzi
- Leopoldo Giunti
- Vettor Giusti Del Giardino
- Domenico Grandi
- Ignazio Guidi
- Adolfo Leris
- Guglielmo Marconi
- Angelo Muratori
- Natale Palummo
- Angelo Passerini
- Silvio Pellerano
- Giuseppe Pitrè
- Domenico Raccuini
- Ferdinando Resta Pallavicino
- Nino Ronco
- Francesco Ruffini
- Cesare Sili
- Beniamino Spirito
- Giuseppe Tanari
- Luigi Venosta
- Leone Wollemborg
- Vittorio Italico Zupelli

1915
- Camillo Corsi

1916
- Paolo Morrone
- Carlo Porro

1917
- Vittorio Luigi Alfieri
- Giovanni Ameglio
- Riccardo Bianchi
- Lorenzo Bonazzi
- Emilio Castelli
- Alfredo Dallolio
- Alberto Del Bono
- Gian Giacomo Cavazzi della Somaglia
- Gaetano Giardino
- Filippo Grimani
- Edmondo Mayor des Planches
- Mario Nicolis di Robilant
- Ernesto Presbitero
- Paolo Thaon di Revel
- Arturo Triangi di Maderno e Laces

1918
- Armando Diaz
- Giuseppe Salvago Raggi

1919
- Alberico Albricci
- Pietro Badoglio
- Umberto Cagni di Bu Meliana
- Enrico Caviglia
- Ettore Conti di Verampio
- Dante Ferraris
- Piero Ginori Conti
- Attilio Hortis
- Guglielmo Pecori Giraldi
- Giovanni Sechi
- Carlo Sforza
- Alfonso Valerio
- Vittorio Zippel